# Patrimônio histórico

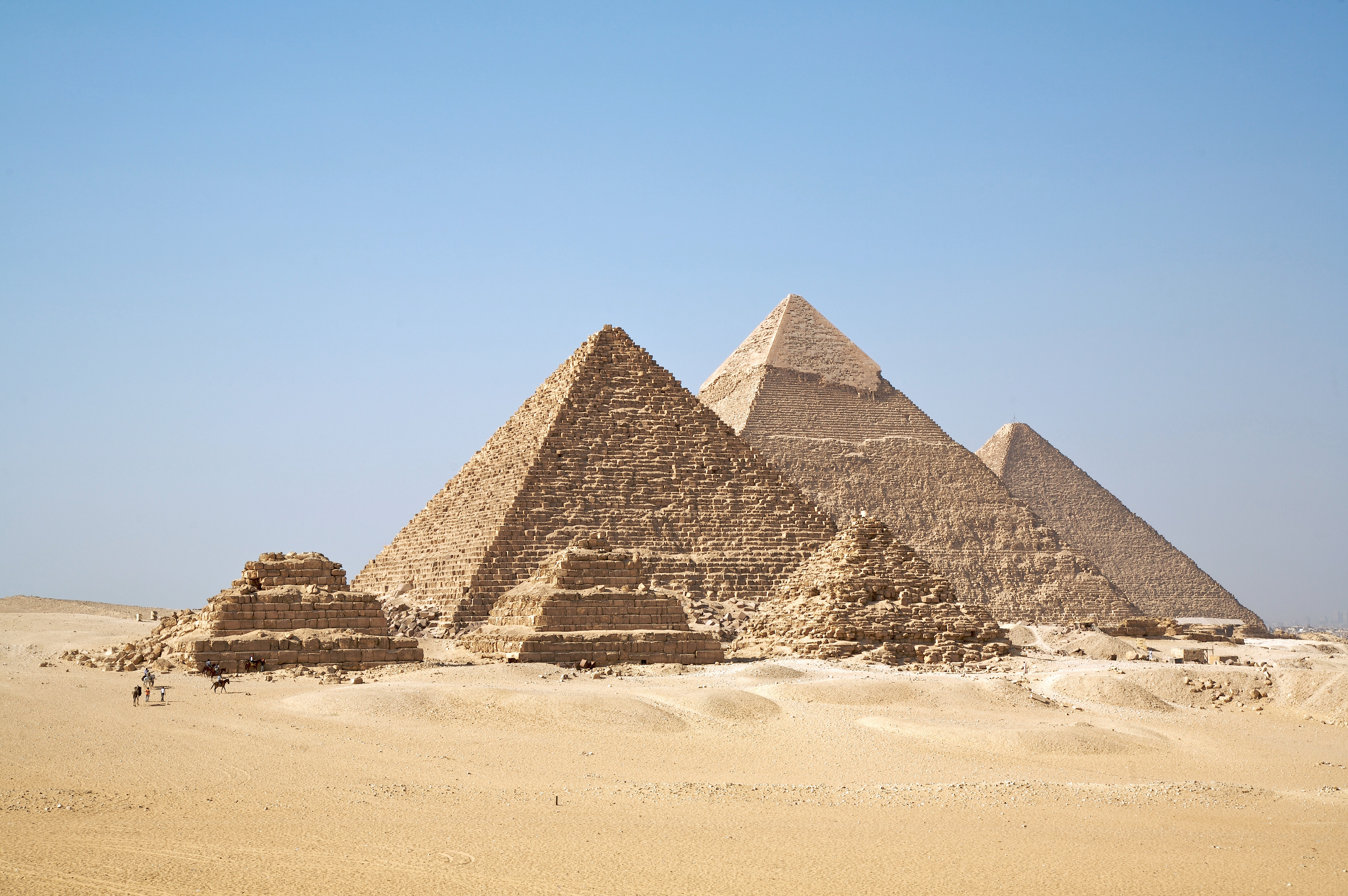
Pirâmides de Gizé, Egito, Patrimônio Mundial por declaração da UNESCO.

O patrimônio histórico'(pt-BR) ou património histórico(pt-PT?) (do latim "patrimonium", "pater familias": "bens do chefe de família", "legado") é um título conferido a um bem (móvel, imóvel ou natural) normalmente do passado, considerado valioso a um povo, uma sociedade, uma região, ou uma comunidade, com objetivo de preservar um legado para as gerações futuras.
O patrimônio dito histórico costuma estar interligado a um ou mais atributos, de natureza estética, cultural, artística, ambiental, social, simbólica, documental, científica, antropológica, religiosa, espiritual ou outros.

## Etimologia

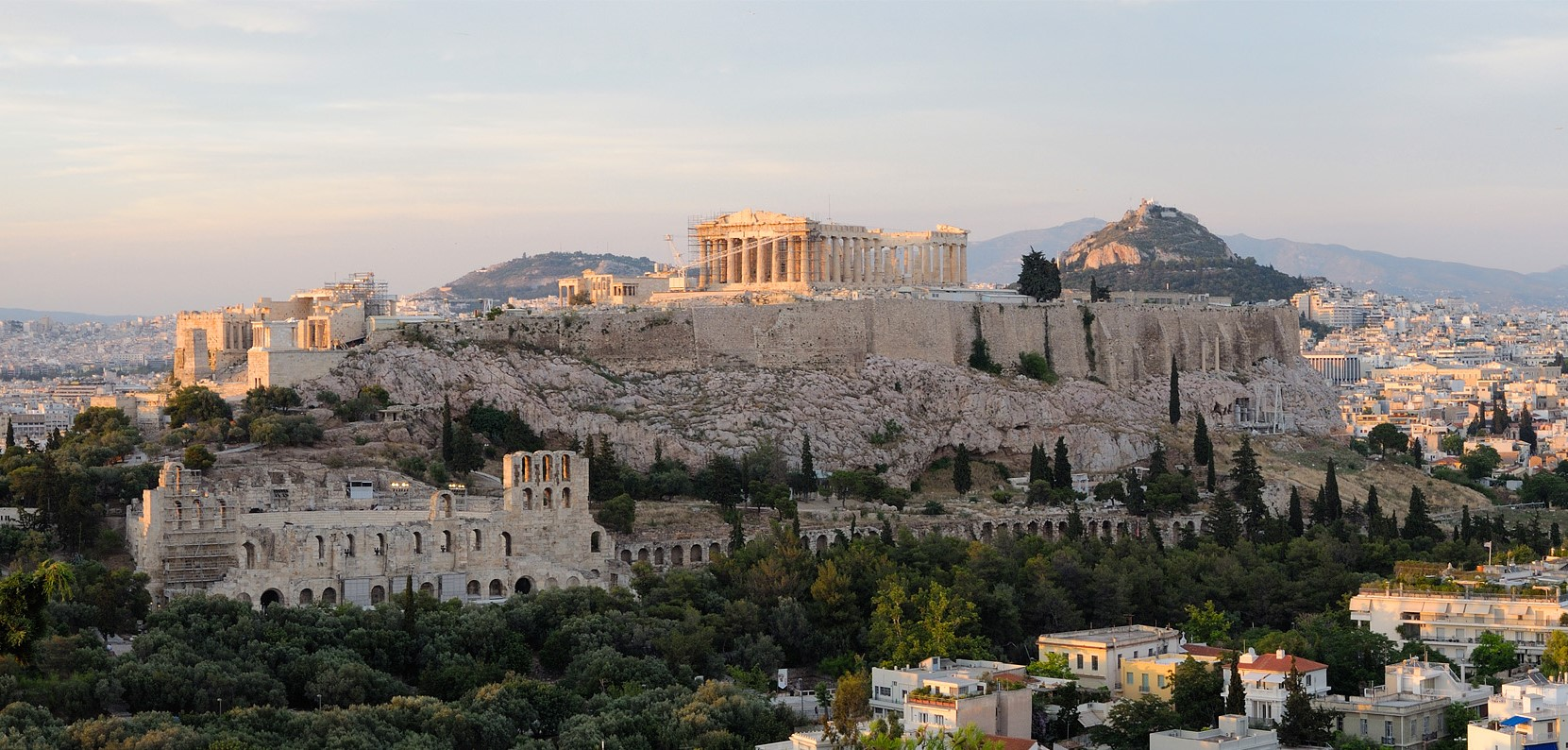
Acrópole de Atenas, Grécia, Patrimônio Mundial.

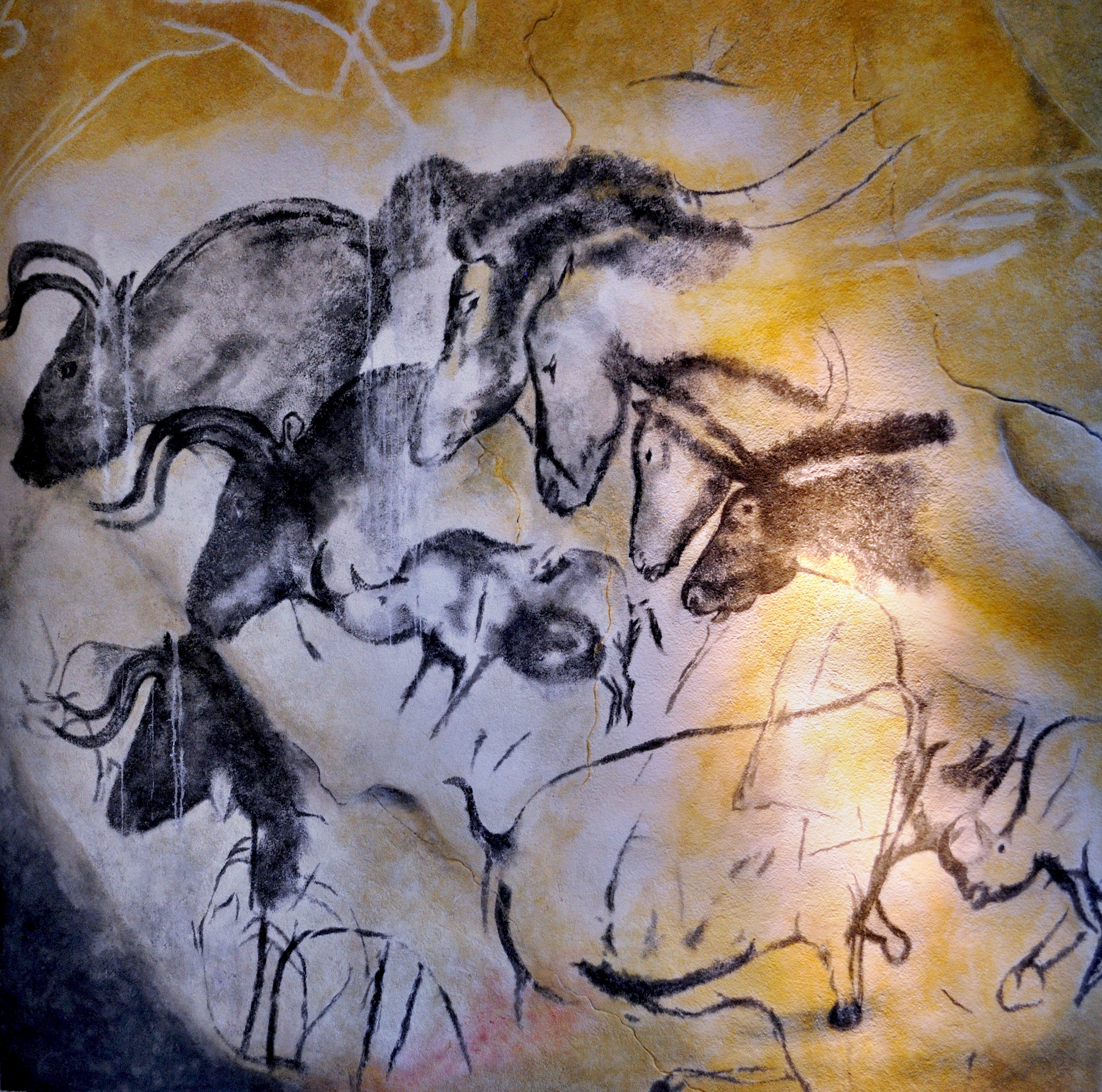
Arte rupestre da Pré-História na Caverna de Chauvet, França, Patrimônio Mundial.

A noção de patrimônio é muito antiga. A palavra deriva do latim patrimonium, referindo-se ao conjunto de bens que pertenciam ao pater familias (o chefe de uma família) e que podia ser legado em herança.

## Histórico

### Origem
Em suas origens romanas, o patrimonium era um apanágio da elite, já que somente a classe dominante possuía bens significativos. Era um valor aristocrático e patriarcal, e estava dentro da esfera do privado, sendo, contudo, embasado em tradições jurídicas, culturais e sociais.
Mas de fato o interesse pela preservação de bens valiosos ou antigos é imemorial. O cuidado preservacionista de edificações importantes como templos e palácios, a cunhagem de medalhas e moedas comemorativas, a ereção de monumentos, a criação de pinturas e estátuas de governantes e personagens notáveis, a formação de bibliotecas e coleções de objetos preciosos ou raros, todas essas atividades de uma maneira ou outra tinham entre seus objetivos, desde a Antiguidade, legitimar e perenizar ações, conhecimentos, acontecimentos, lugares ou coisas, bem como a memória de pessoas, considerados relevantes para uma sociedade ou para determinados grupos sociais.
Em algumas fases históricas o interesse pelo passado se tornou especialmente acentuado. Várias religiões do mundo desenvolveram toda uma cultura ligada a relíquias de santos e lugares sagrados; na Mesopotâmia inscrições antigas eram preservadas e copiadas para a educação dos jovens; imperadores babilônicos como Nabucodonosor II e Nabonido se dedicaram à coleção de antiguidades, e em sua época o principal templo de Ur mantinha um museu; na Grécia Antiga os templos geralmente eram também ricos depósitos de oferendas preciosas, que ocasionalmente eram expostas para o público; os romanos expunham coleções nos fóruns, jardins públicos, templos, teatros e termas; em Alexandria no tempo dos Ptolomeus foi criado um importante museu e a maior biblioteca da Antiguidade. Já na Idade Média do Ocidente, Carlos Magno outorgou leis destinadas a promover a preservação da herança romana; no Império Bizantino alguns imperadores organizavam exposições das coleções reais, e no Renascimento tudo que se referisse à Antiguidade Clássica foi valorizado e emulado, e nesta época o colecionismo ressurgiu com muito vigor, ao mesmo tempo em que iniciavam as primeiras pesquisas arqueológicas.
Pouco depois surgiam os chamados "gabinetes de curiosidades", precursores dos museus modernos, onde eram acumuladas coleções muito heterogêneas de objetos de variada natureza e procedência. Contudo, até o século XVII a maciça maioria das coleções permanecia como propriedade privada, acessível somente a uma reduzida elite, embora os monumentos permanecessem como instrumentos de preservação de valores específicos ao alcance do público em geral. Em 1671 foi fundado em Basileia o primeiro museu universitário, e em 1683 surgia na Inglaterra o Museu Ashmolean, o primeiro museu moderno destinado especificamente ao propósito de educar a população. Com a Revolução Francesa, surgiram os primeiros programas estatais para preservação sistemática do acervo histórico e artístico nacional francês, e no século XIX, por influência do Romantismo, foi muito intensificado o interesse pela história, pela Antiguidade, pelos folclores regionais, dentro de um movimento de redefinição de identidades nacionais, enquanto os estudos eruditos ligados ao passado — arqueologia, história, antropologia, história da arte e outras — davam passos importantes para uma sistematização em larga escala a partir de critérios científicos e objetivos. Neste período, até o início do século XX, podem ser destacados alguns nomes importantes para a evolução do conceito e das práticas conservacionistas, como Eugène Viollet-le-Duc, John Ruskin, Camilo Sitte, Gustavo Giovannoni e Camillo Boito.

### Contemporaneidade

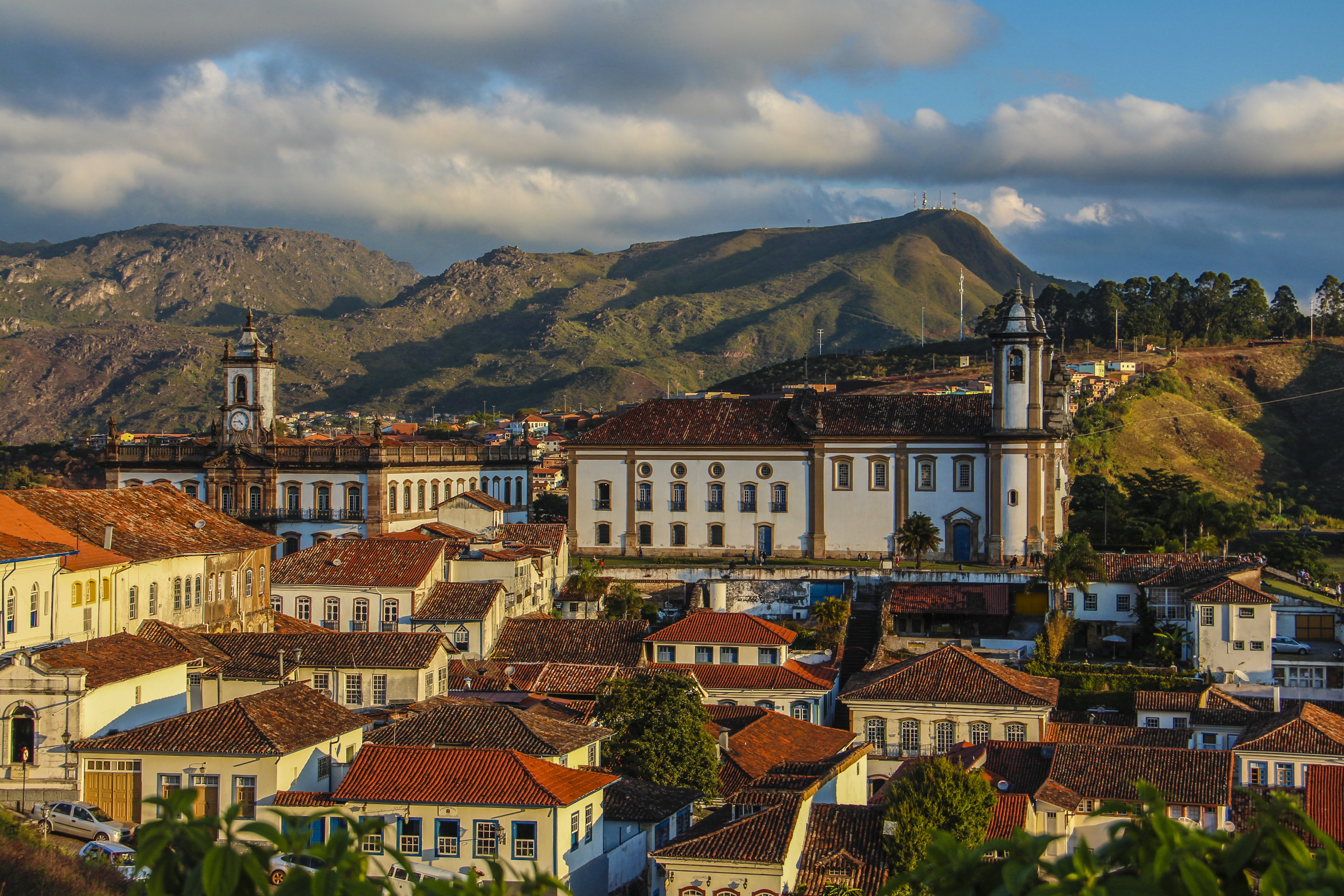
Detalhe da Cidade Histórica de Ouro Preto, Brasil, Patrimônio Mundial.

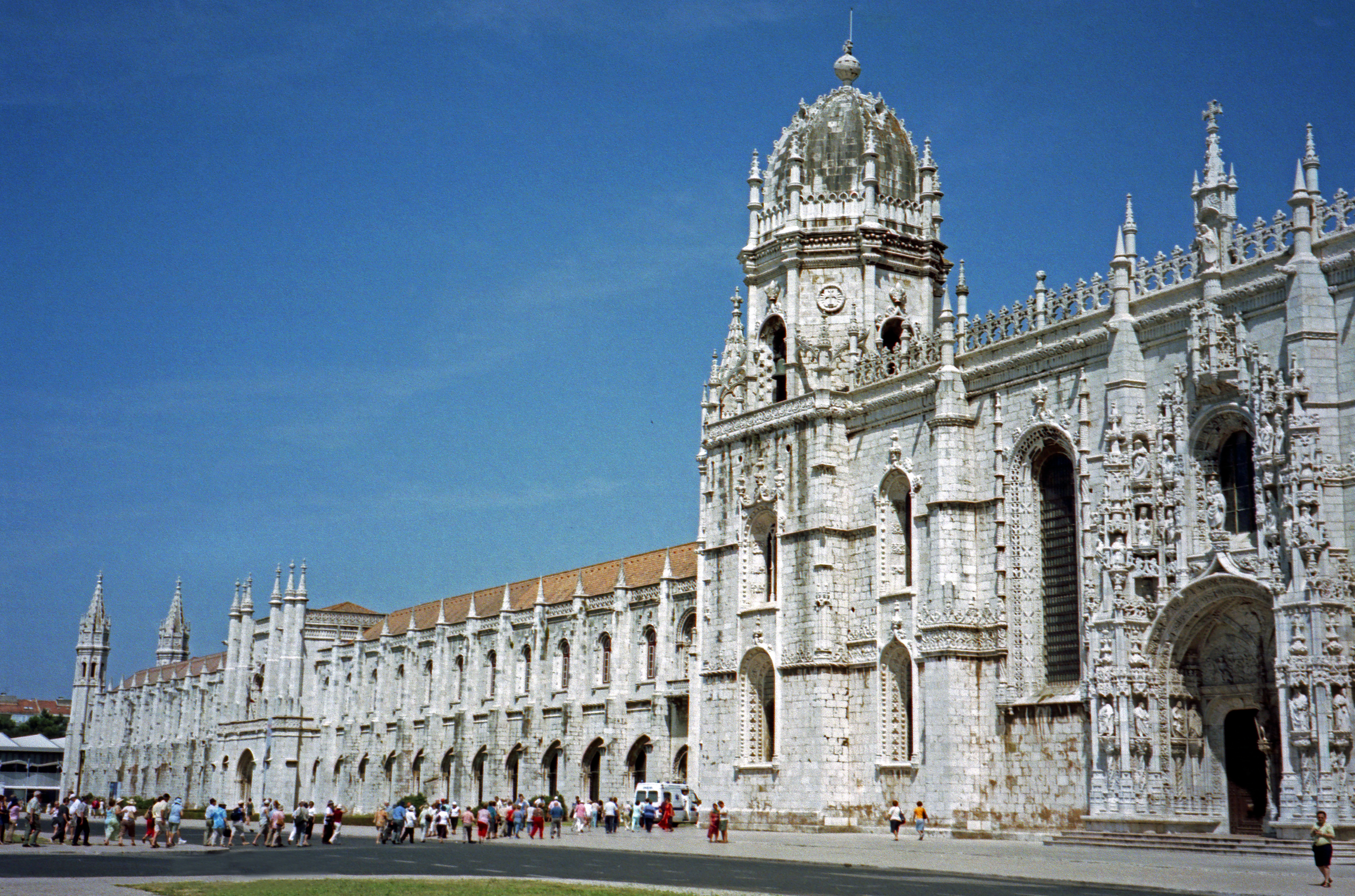
Mosteiro dos Jerónimos, Portugal, Patrimônio Mundial.

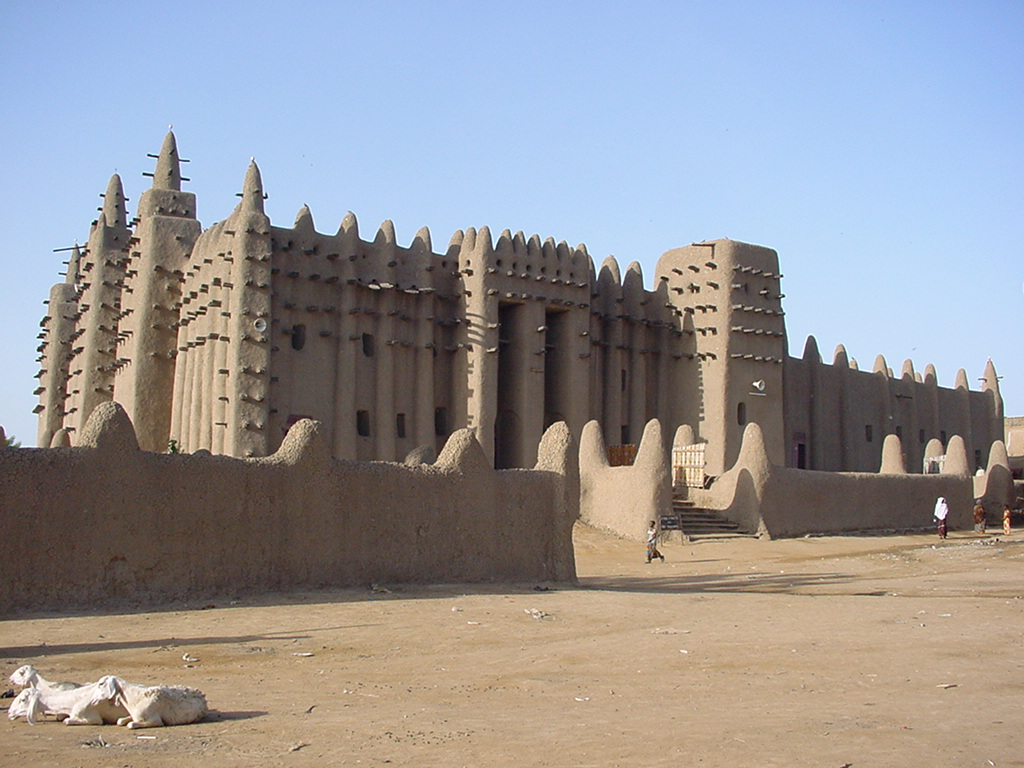
A Grande Mesquita de Djenné, Mali, Patrimônio Mundial.

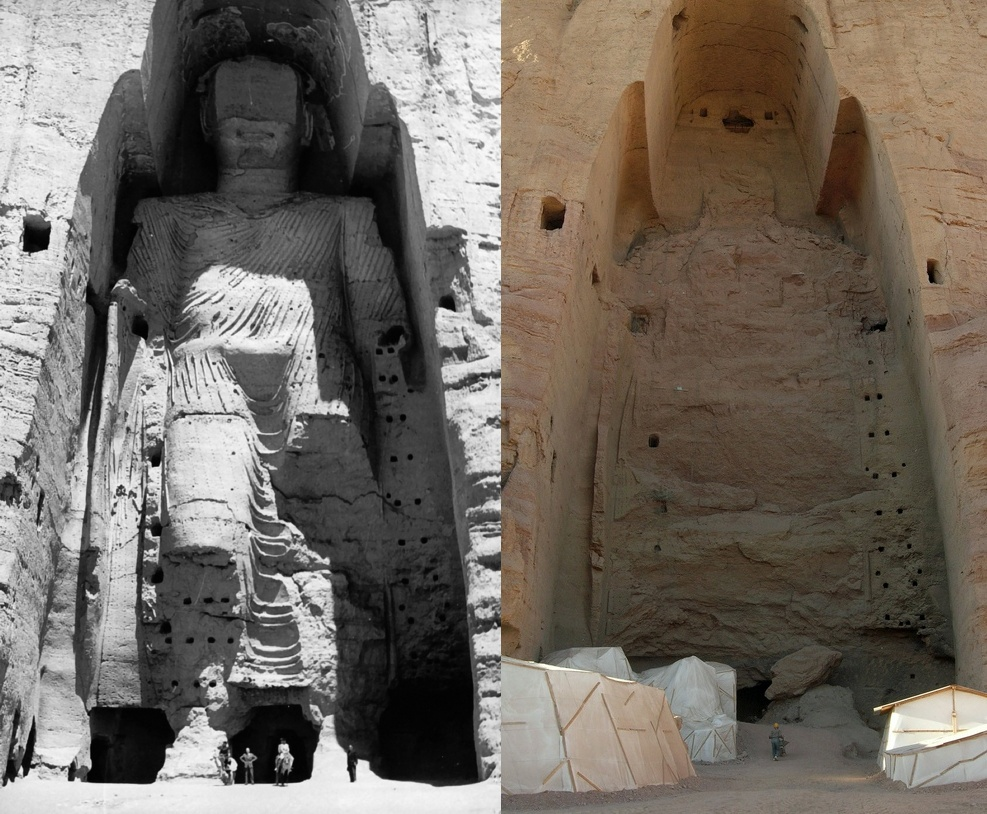
Um dos Budas de Bamiyan, Patrimônio Mundial no Afeganistão, antes e depois da sua destruição pelas tropas do governo fundamentalista Talibã, um caso exemplar da dialética muitas vezes violenta entre ideologias distintas no que se refere à conservação do patrimônio.

No início do século XX o entendimento do acervo de objetos, monumentos, documentos, edifícios e lugares relevantes do passado como um legado valioso a ser estudado e preservado já estava bem consolidado, sendo consagrados na Carta de Atenas de 1931 os conceitos básicos relativos ao reconhecimento, conservação e restauro do patrimônio histórico arquitetônico das cidades, um reflexo da consciência preservacionista em meio à renovação modernizadora que ocorria em muitas cidades, e que vinha acarretando demolições em larga escala de monumentos e edifícios antigos.
Ao longo deste século surgiu uma série de organismos e sociedades com o objetivo precípuo de aprofundar os conceitos teóricos e estabelecer e normatizar linhas de ação prática para sua pesquisa, conservação, restauro e divulgação a partir dos conhecimentos mais atuais. Destacam-se, neste sentido, a criação do Comité do Património Mundial da UNESCO em 1946, do ICOM (Conselho Internacional de Museus) no mesmo ano, e do ICOMOS (Conselho Internacional de Monumentos e Sítios) em 1965. Segundo Jacques Le Goff, a partir da década de 1960 a conceituação atinge um elevado grau de densidade e seus atributos e objetos se expandem enormemente, quando "se passa de um patrimônio histórico a um patrimônio social; de um patrimônio herdado a um patrimônio reivindicado; de um patrimônio visível, material, a um invisível, imaterial".
Hoje patrimônio histórico envolve uma ampla pluralidade de atributos e conceitos, cuja definição nem sempre é consensual, sendo o resultado de um diálogo e uma negociação entre diferentes setores da sociedade que muitas vezes disputam prioridades e ideologias. A questão é complexa, pois a definição do que constitui patrimônio e do que merece ser preservado é sempre uma reflexão de uma cultura sobre si mesma ou sobre outra cultura, sendo uma construção histórica datada, voluntária, seletiva e de certa forma arbitrária; muitas vezes é influenciada por fatores instáveis, como interesses particulares passageiros, o contexto político e as correntes de pensamento e as modas culturais sempre em mudança, ou pode se tornar instrumento de afirmação de poder e de perpetuação dos valores de um grupo social em detrimento de outro, podendo dar origem a ações conflitivas e violentas de supressão de memórias que não interessam ao grupo dominante. Além disso, segundo Maria Cecília Fonseca, podem surgir tensões e conflitos "devido às concepções existentes no imaginário social e político que em muito se chocam com as concepções de estudiosos", e acrescenta que se o patrimônio não se insere e não desempenha um papel relevante na vida da comunidade, a elaboração e a aplicação de instrumentos legais, como o tombamento, não são suficientes para que um bem seja conservado no longo prazo.
É evidente, portanto, que a construção e conservação do patrimônio histórico é um processo ativo e não passivo. No resumo de José Reginaldo Gonçalves, "o patrimônio pode ser compreendido como esse esforço constante de resguardar o passado no futuro; e para que exista patrimônio é necessário que ele seja reconhecido, eleito, que lhe seja conferido valor, o que se dá no âmbito das relações sociais e simbólicas que são tecidas ao redor do objeto ou do evento em si". Para Ecléa Bosi, "na maior parte das vezes, lembrar não é reviver, mas refazer, reconstruir, repensar, com imagens e idéias de hoje, as experiências do passado. A memória não é sonho, é trabalho. Se assim é, deve-se duvidar da sobrevivência do passado, ‘tal como foi’, e que se daria no inconsciente de cada sujeito. A lembrança é uma imagem construída pelos materiais que estão, agora à nossa disposição, no conjunto de representações que povoam nossa consciência atual".
Desde a década de 1960 o tema tem engajado o interesse de uma crescente parcela da população leiga, e segundo François Hartog isso se deve em parte a um recrudescimento na sua busca por suas raízes e memórias, que são erodidas diariamente diante das intensas e rápidas mudanças na sociedade global e nos cenários históricos aos quais as pessoas estavam acostumadas e aos quais estavam ligadas por diversos tipos de laços, incluindo os afetivos.
Hoje são numerosas as cartas e convenções, bem como os institutos, sociedades e organismos internacionais e nacionais, que disciplinam o tema, que também é objeto de intensos debates e de uma volumosa bibliografia acadêmica. De modo geral o conceito permanece ligado à consciência da necessidade de conservar o legado do passado para o estudo e o conhecimento das gerações vindouras, sendo o patrimônio um elemento vital para a preservação de memórias, conhecimentos, significados, identidades, símbolos, sistemas de pensamento, modos de vida, tradições e valores. A valorização do patrimônio também é considerada importante para a construção da cidadania, para a preservação dos laços sociais e para a elevação da qualidade de vida das comunidades, está muitas vezes ligada à promoção dos direitos humanos, da democracia, da justiça social e do direito à informação, à memória e à produção e fruição cultural, e pode se tornar importante fonte de divisas através de sua divulgação turística.